# Bishapur

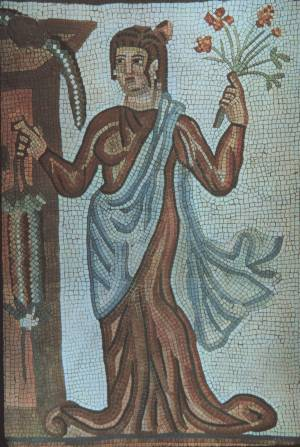
Detalj av persisk golvmosaik från Shapur I:s palats i Bishapur. Detta konstverk finns i dag på Irans nationalmuseum i Teheran.

Bishapur (medelpersiska: Bay-Šāpūr; persiska: بیشاپور, Bishāpur) var en antik stad i det sasanidiska Persien på vägen mellan Persis och Elam. Staden är i dag belägen i kommunen Kazerun i provinsen Fars. Bishapur var en viktig kulturstad och antika författare berättar att orten var centrum för musik och konst under sasaniderna, vilket framgår av det rika mosaikmaterial som påträffats på platsen. 
Staden har en rektangulär plan med ett rutmönster av regelbundna, interna stadsgator som liknar antika romerska städer. Denna form av stadsplanering har aldrig upprepats i Irans arkitektur.
Bishapur grävdes ut av den franske arkeologen Roman Ghirshman på 1930-talet.